# 汪荣明
汪荣明（1965年7月—），男，汉族，安徽安庆人，现任上海对外经贸大学校长。

## 生平
1986年毕业于安徽师范大学数学系获学士学位，留校任数学系教师。1991年研究生毕业于安徽师范大学数学系，获北京师范大学理学硕士学位。1997年于华东师范大学数理统计系获博士学位。1997年起历任华东师范大学统计系讲师、副教授、教授，2002年任华东师范大学统计系系主任，2007年任华东师范大学金融与统计学院院长。2014年12月，任华东师范大学副校长。2019年5月，调任上海对外经贸大学党委副书记、校长。

## 学术贡献
主要从事统计学和保险学的教学与研究，曾入选教育部新世纪优秀人才计划、上海市曙光计划、上海市优秀学术带头人等人才专项计划，主持高等学校学科创新引智计划（“111”计划）、国家社科基金重大项目、国家社科基金重点项目及国家自然科学基金、国家社会科学基金等项目多项，发表学术论文50余篇。

## 学术兼职
国务院学位委员会第七届、第八届学科评议组成员，教育部高等学校统计学类专业教学指导委员会副主任委员，中国现场统计研究会副理事长。